# Corydoras apiaka
Corydoras apiaka es una especie de pez siluriforme de agua dulce del género Corydoras, perteneciente a la familia de los calíctidos. Habita en aguas tropicales del centro de América del Sur.

## Taxonomía
Descripción original
Esta especie fue descrita originalmente en el año 2014 por los ictiólogos Vinícius Corrêa Espíndola, Marcelo Ramos Spencer Soares, Leandro R. Rocha y Marcelo Ribeiro de Britto.
Localidad tipo
La localidad tipo referida es: “en las coordenadas: 11°41′44″S 57°06′42″O / -11.69556, -57.11167, Ribeirão Oito de Julho, un tributario de la margen derecha del río Arinos, el cual integra la cuenca del río Tapajós, en la carretera MT-338, entre Tapurah-Nova Paraná, Porto dos Gaúchos, estado de Mato Grosso, Brasil”.
Holotipo
El ejemplar holotipo designado es el catalogado como: MNRJ 40720; se trata de un adulto el cual midió 28,4 mm de largo total. Fue capturado el 19 de enero de 2002 por P. Buckup, A. Aranda, F. Silva y C. Figueiredo. Fue depositado en el Museo Nacional, dependiente de la Universidad Federal de Río de Janeiro (UFRJ), ubicado en la ciudad brasileña de Río de Janeiro.
Etimología
Etimológicamente el término genérico Corydoras viene del griego,donde kóry es 'yelmo', 'coraza', 'casco', y doras es 'piel'. Esto se justifica en la carencia de escamas y la presencia de escudos óseos a lo largo del cuerpo. El nombre específico apiaka es un sustantivo en aposición que refiere a la tribu indígena apiaká, la cual ocupa la porción inferior del río Juruena, pero en el pasado también controlaba la cuenca media y baja del río Arinos, es decir, la región donde fue colectado el ejemplar tipo.
Relaciones filogenéticas
Dentro del género Corydoras, morfológicamente C. apiaka se incluye en el grupo de especies ‘‘C. punctatus’’.
La especie más relacionada con Corydoras apiaka es Corydoras metae.

## Distribución geográfica y hábitat
Corydoras apiaka se distribuye en la cuenca del río Arinos, en el río Teles Pires y en el río Preto, todos son cursos fluviales que drenan sus caudales hacia la cuenca superior del río Tapajós, en el estado de Mato Grosso, centro de Brasil. El río Arinos posee su lecho de arcilla y arena y sus aguas son de color amarronado. Mayormente este pez vive en charcos marginales del río o en pequeños arroyos selváticos de aguas negras o claras.